# Stanowiska (Końskie)
Pour l’article homonyme, voir Stanowiska (Włoszczowa).
Stanowiska est une localité polonaise de la gmina de Smyków, située dans le powiat de Końskie en voïvodie de Sainte-Croix.